# Trọng tôn Miệt
Trọng tôn Miệt (chữ Hán: 仲孙蔑, ?-554 TCN) tức Mạnh Hiến tử (孟獻子), là vị tông chủ thứ năm của Quý tôn thị, một trong Tam Hoàn của nước Lỗ dưới thời Xuân Thu trong lịch sử Trung Quốc.
Ông là con của Trọng tôn Cốc, vị tông chủ thứ ba của Mạnh tôn thị, cháu gọi Trọng tôn Nạn, vị tông chủ thứ tư của họ Mạnh, là chú. Năm 614 TCN, cha ông là Trọng tôn Cốc mất, Trọng tôn Miệt còn nhỏ nên Trọng tôn Nạn tạm thời lên nắm quyền. Sau khi Trọng tôn Nạn mất, Trọng tôn Miệt mới được kế tập họ Mạnh.

## Sự nghiệp
Năm 575 TCN, Lỗ Tuyên công phu nhân là Mục Khương, mẹ của Lỗ Thành công cùng Thúc tôn Tuyên bá thông dâm, Quý tôn Hàng Phủ cùng Trọng tôn Miệt bèn tịch thu gia sản của họ Thúc tôn. Mục Khương bảo Lỗ Thành công trị tội hai nhà Quý Trọng, nhưng Thành công giảng hòa với hai nhà, còn Thúc Tôn Tuyên bá bị đuổi khỏi nước Lỗ. Em Tuyên bá là Thúc tôn Báo được đón về thế tập họ Thúc tôn.
Tháng 7 năm 573 TCN, nước Tấn hội minh tại đất Thích của nước Vệ bàn kế đánh Trịnh. Trọng Tôn Miệt đến dự hội, đề xuất đắp thành Hổ Lao để khống chế nước Trịnh. Mùa đông năm ấy, các nước tiến hành việc đắp thành. Nước Trịnh phải xin hòa.
Năm 572 TCN, Trọng tôn Miệt đem quân giúp nước Tống đánh bại quân Ngư Thạch, chiếm đất Bành Thành.
Tháng 4 năm 570 TCN, Trọng tôn Miệt phò Lỗ Tương công khi ấy mới 4 tuổi hội minh với Tấn ở Trường Xư. Trọng Tôn Miệt để Lỗ Tương công làm lễ bầy tôi với Tấn Điệu công, tướng Tấn là Tuân Oanh ngăn lại.
Tháng 8 năm 554 TCN, Trọng tôn Miệt mất. Con ông là Trọng tôn Tốc lên kế tập, tức Mạnh Trang tử.